# Schelef
Schelef ist im Alten Testament der zweitälteste Sohn Joktans und Nachkomme Noachs.

## Etymologie
Der hebräische Name שֶׁלֶף Schelef steht im Masoretischen Text sowohl in Gen 10,26  als auch in 1 Chr 10,20  in der Pausalform שָׁ֑לֶף Schālef. Das Verb שׁלף schalaf bedeutet „ausziehen / herausziehen“. Targum Pseudo-Jonathan bezieht sich auf diese Ableitung, wenn dort von Schelef berichtet wird, er hätte die Wasser der Flüsse herausgeleitet. Die Septuaginta gibt den Namen in Anlehnung an die Pausalform als σαλεφ salef wieder.

## Biblischer Bericht
Schelef ist nach der Völkertafel Gen 10,26  und nach 1 Chr 1,20  der zweitälteste Sohn Joktans. Seine Brüder heißen Almodad, Hazarmawet, Jerach, Hadoram, Usal, Dikla, Obal, Abimaël, Scheba, Ofir, Hawila und Jobab. Sie siedelten von Mescha über Sefar bis zum Ostgebirge. Der Abschnitt Gen 10,25–29 , in dem Schelef und seine Brüder erwähnt werden, gehört nicht der Priesterschrift an.
Schelef ist ebenfalls der Name eines südarabischen oder jeminitischen Stammes.